# Satyrus infrauniformis
Satyrus infrauniformis är en fjärilsart som beskrevs av Ruggero Verity 1953. Satyrus infrauniformis ingår i släktet Satyrus och familjen praktfjärilar. Inga underarter finns listade.